# São Jorge de Arroios
São Jorge de Arroios è una ex freguesia (frazione) nella città di Lisbona. Conta 18.405 abitanti e ricopre un'area di 1.13 km², il che corrisponde ad una densità di 15.346,6 ab/km².
La freguesia è stata soppressa nel 2012 in seguito all'approvazione della riforma dell'assetto amministrativo di Lisbona; il suo territorio è stato accorpato alla freguesia di Arroios.

## Monumenti e luoghi d'interesse
- Palácio Sotto Mayor